# Cauchemars à Daytona Beach
Pour les articles homonymes, voir Nightmare.
Pour plus de détails, voir Fiche technique et Distribution.
Cauchemars à Daytona Beach (Nightmare in a Damaged Brain ou simplement Nightmare) est un film d'épouvante italo-américain réalisé par Romano Scavolini et sorti en 1981.

## Synopsis
George Tatum sort d'un hôpital psychiatrique. Son médecin le considère comme guéri d'une série de psychoses qui tournent autour d'un cauchemar récurrent : un enfant témoin d'un rapport sexuel entre son père et une femme ; pendant l'acte, la femme ligote et violente le père. Bien que le reste du rêve est assez trouble, la scène se termine en tragédie : la femme est décapitée à la hache par l'enfant. Mais Tatum est loin d'être guéri. Ce cauchemar le hante encore et la vue de femmes nues lui provoque de violentes crises d'épilepsie. Tatum commence à tuer des victimes sans méfiance, puis se rend en Floride, où il est mystérieusement et morbidement attiré par une famille composée d'une mère célibataire et de trois enfants. 

## Fiche technique
- Titre original: Nightmare ou Nightmares in a Damaged Brain[1],[2]
- Titre français : Cauchemars à Daytona Beach[3]
- Réalisation : Romano Scavolini
- Scenario : Romano Scavolini
- Photographie :	Giovanni Fiore Coltellacci
- Montage : Robert T. Megginson
- Musique : Jack Eric Williams (en)
- Production : William Paul, John-L. Watkins
- Société de production : Goldmine Productions, Twenty-First Century Film Corporation
- Pays de production :  Italie -  États-Unis
- Langue originale : anglais
- Format : Couleurs par Technicolor - 1,85:1 - Son mono - 35 mm
- Durée : 97 minutes
- Genre : Film d'épouvante, giallo, slasher
- Dates de sortie :
  - États-Unis : 23 octobre 1981
  - France : 9 juin 1982[3]

## Distribution
- Baird Stafford : George Tatum
- Sharon Smith : Susan Temper
- C.J. Cooke : C.J. Temper
- Mik Cribben : Bob Rosen
- Danny Ronan : Kathy
- Geoffrey Marchese : Tony Walker
- Michael Sweney : Burt Daniels